# Barbara Mucha
Barbara Mucha (* 1968 in Klagenfurt) ist eine österreichische Verlegerin.
Nach der Matura in Klagenfurt studierte sie von 1987 bis 1992 Rechtswissenschaften an der Universität Wien. 1989 erwarb sie die Titelrechte Die Mucha sowie Der Mucha und gründete ihren Verlag Barbara Mucha Media GmbH. 1990 erschien die erste Ausgabe von Die Mucha – Österreichs härtestes Testmagazin.
1990 konzipierte Mucha die Familienzeitschrift BabyExpress, seit 1992 erscheint das Magazin sechsmal jährlich. Seit 1999 gibt es die Zeitschrift Signora – Das Magazin für Menschen im besten Alter und im Jahr 2000 startete mit diemucha.at eine Website gegen „Kundenfrust“, die in den Anfangsjahren sogar eine kostenlose Rechtsberatung anbot.
Im Verlag erscheinen auch seit 2007 die Zeitschrift Austrian Business Woman – ein Wirtschaftsmagazin speziell für Frauen und seit 2015 das Magazin „Die Mucha Schönheit“, das sich in seiner ersten Ausgabe dem Bereich ästhetische Medizin widmete. Ebenfalls im Dezember 2015 ging das dazugehörige Internetportal „perfectdoc.at“ online. 2018 erschien die erste Ausgabe von „Age Care“, einem Magazin, dass sich mit dem Themenkomplex Pflege auseinandersetzt.
Der Verlag Barbara Mucha Media verlegt auch verschiedene Shopping Guides und führt von Firmen in Auftrag gegebenen Mystery-Shopping-Tests durch.